# Langefahrtwiese
Langefahrtwiese ist eine Insel im Fluss Havel. Sie liegt zwischen dem Hauptarm des Flusses und dem Nebenarm Gülper Havel. Nördlich liegen die Inseln Pilatsch und Pilatschlanke.